# Eurodryas leucophana
Eurodryas leucophana är en fjärilsart som beskrevs av Cabeau 1928. Eurodryas leucophana ingår i släktet Eurodryas och familjen praktfjärilar. Inga underarter finns listade i Catalogue of Life.